# Смерть (карта Таро)

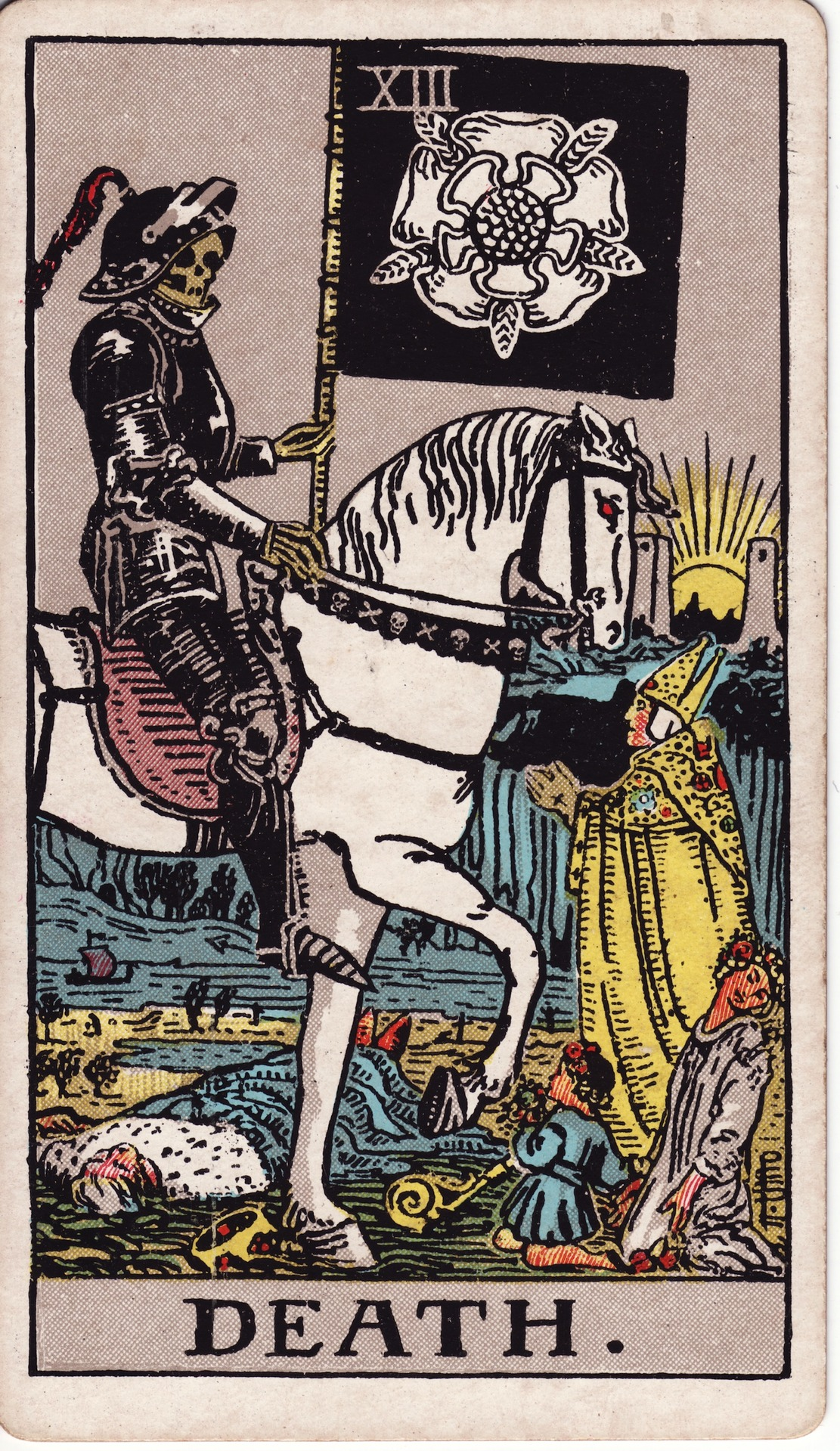
Таро Райдера — Уэйта

Смерть (XIII) — карта № 13 старших арканов колоды Таро. Она используется в карточных играх Таро, а также в гадании. Карта обычно изображает Мрачного Жнеца, и при использовании для гадания часто интерпретируется как означающая серьёзные изменения (как отрицательные, так и положительные) в жизни человека.

## Описание
Некоторые колоды, такие как Марсельское таро и таро Висконти — Сфорцы, опускают имя на карте, называя её «Карта без имени», часто имея в виду более широкое значение, чем буквальная смерть. Есть и другие колоды, в которых Смерть называется «Возрождение» или «Смерть-Возрождение».
На карте Смерти обычно изображён Мрачный Жнец, олицетворение Смерти. В некоторых колодах Мрачный Жнец едет на бледном коне, и часто он вооружён серпом или косой. Иногда сюжеты карт включают в себя умирающих или мёртвых людей различных сословий (королей, духовенство, простолюдинов), или даже отрубленные части их конечностей.
В классической колоде Таро Райдера — Уэйта изображён скелет в чёрных доспехах, восседающий на бледном коне и несущий чёрное знамя, украшенное белой розой, символом жизни и чистых помыслов. На заднем плане видны две башни, символизирующие врата в иной мир, заходящее солнце, символизирующее бессмертие, и реку, по-видимому, являющейся отсылкой к Стиксу из древнегреческой мифологии. Рядом со Смертью четверо. Один из них, король, кажется, уже умер, оставшись беззащитно лежать на земле. Под копыта коня слетела корона: несмотря на своё положение, королю не удалось достойно встретить Смерть. Другие трое находят в себе силы встретить Мрачного Всадника: ребёнок, женщина (она же изображена на карте Сила) и церковник. Ребёнок не способен осознать драматизм происходящего, он сжимает руку женщины, которая едва ли рада приходу Смерти, но уже смирилась с этим. Церковник в золотых одеждах радостно встречает Всадника, молитвенно протягивая к нему руки: он знает, что смерть — это не конец, а лишь начало новой, совсем другой жизни.

## Примеры

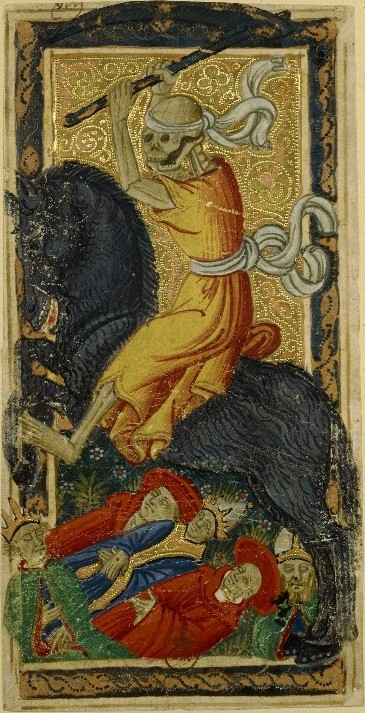
Колода Карла VI (XV век)
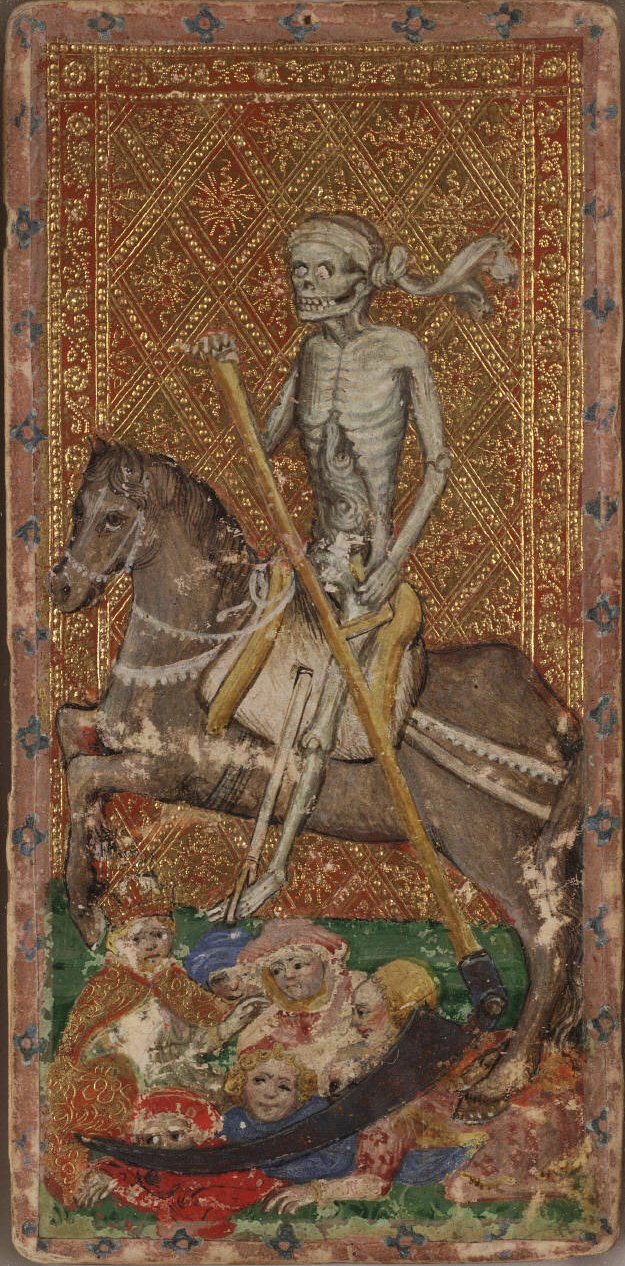
Колода Таро Висконти — Сфорцы (XV век)
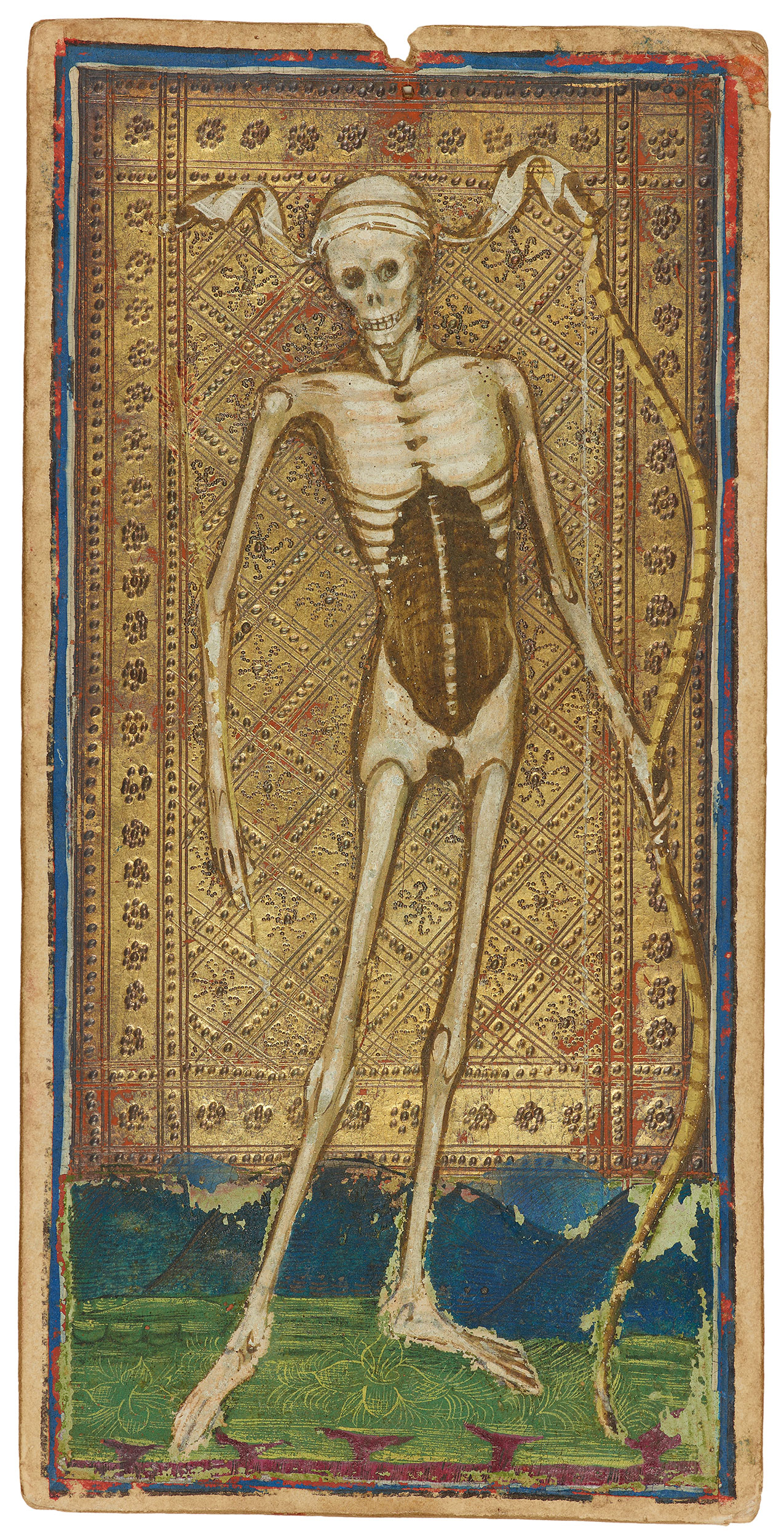
Колода Pierpont-Morgan Bergamo Visconti-Sforza (XV век)
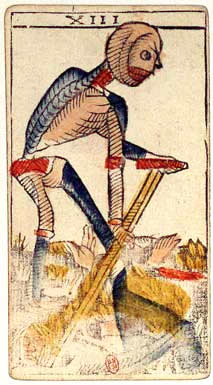
Жан Додаль Марсельское Таро (1701–1715)
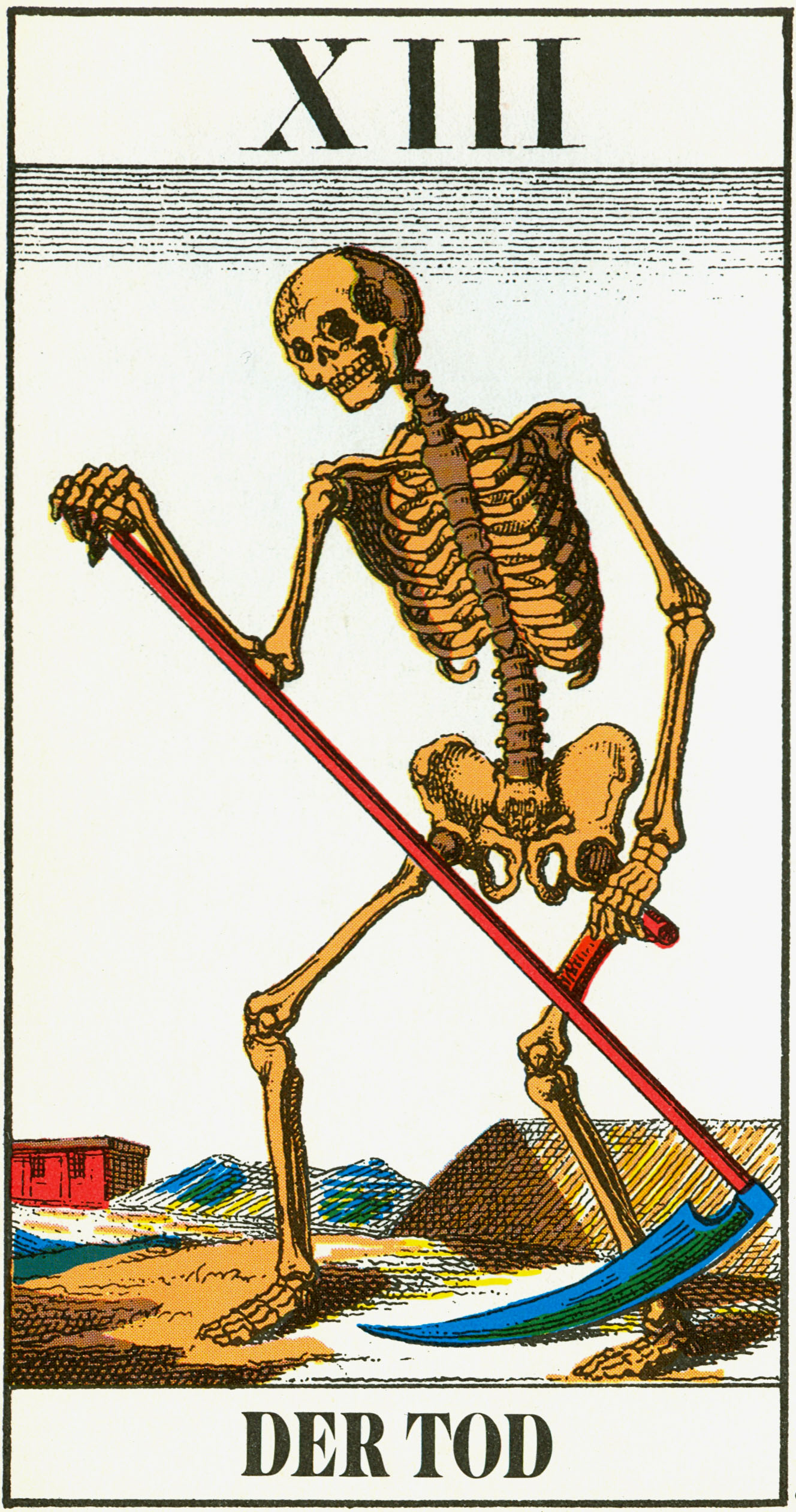
Раух Троккас (1831–1838)
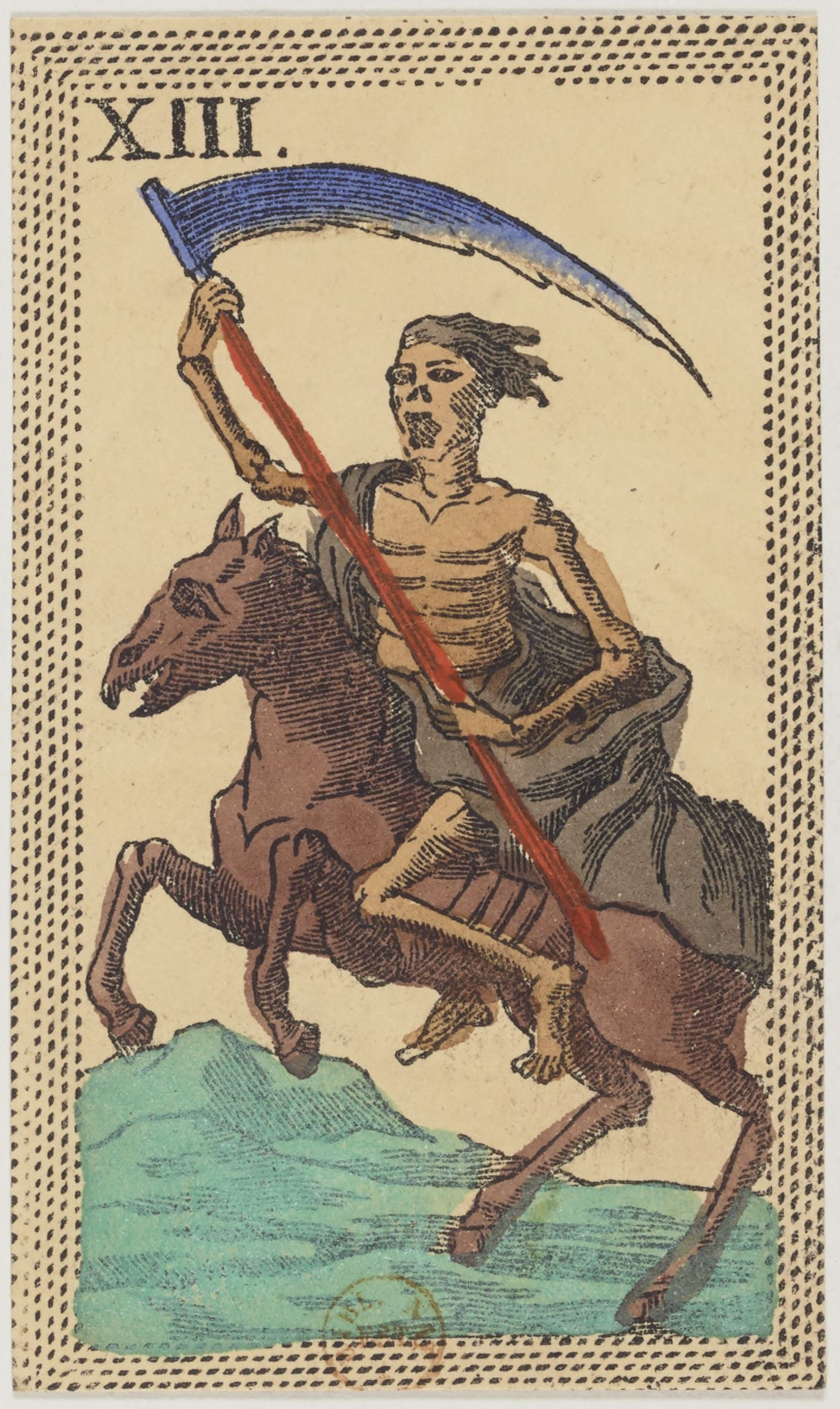
Флоренс Минчиате (1860–1890 гг.)
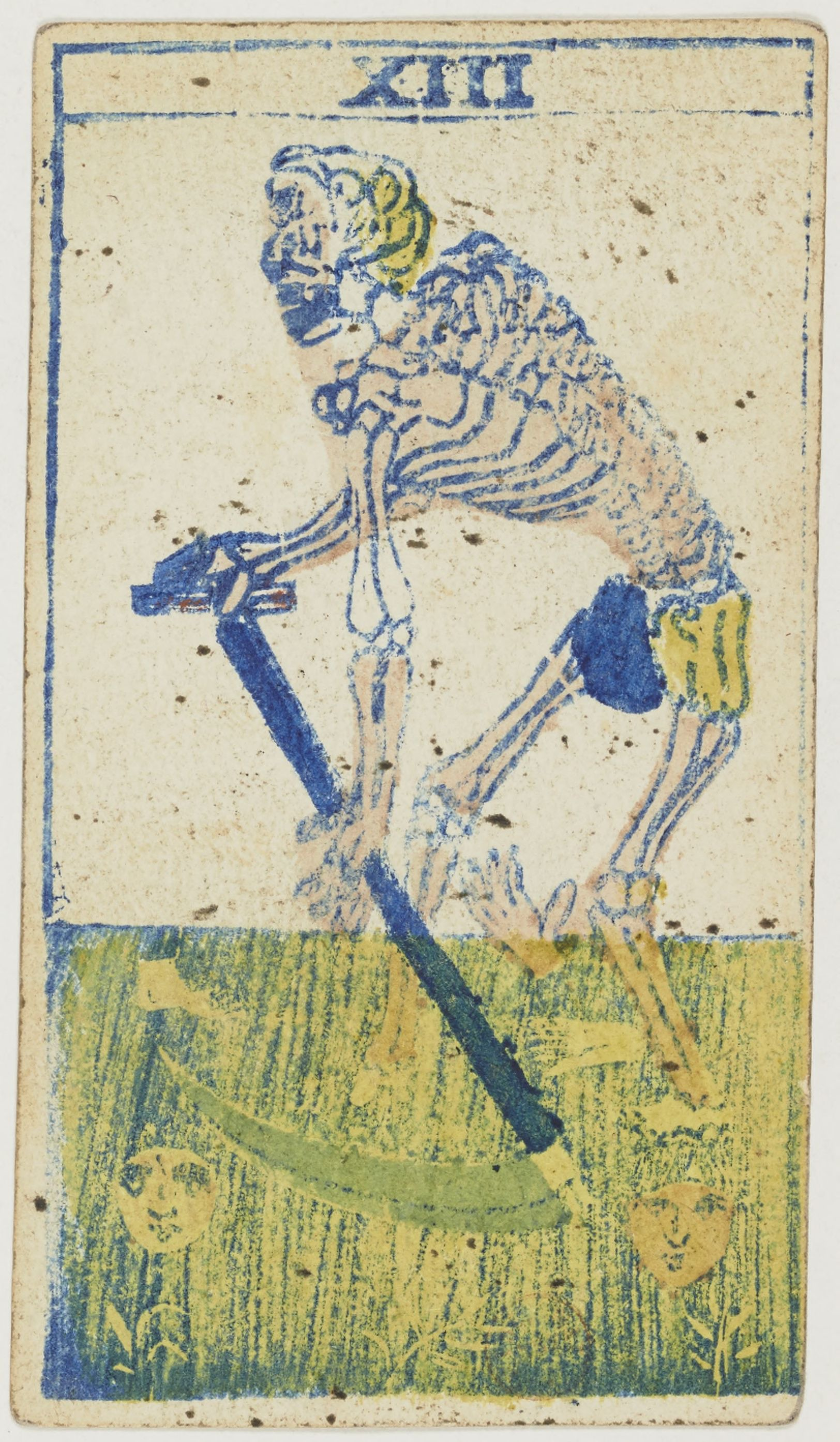
Солезио Пьемонтское таро (1865 г.)
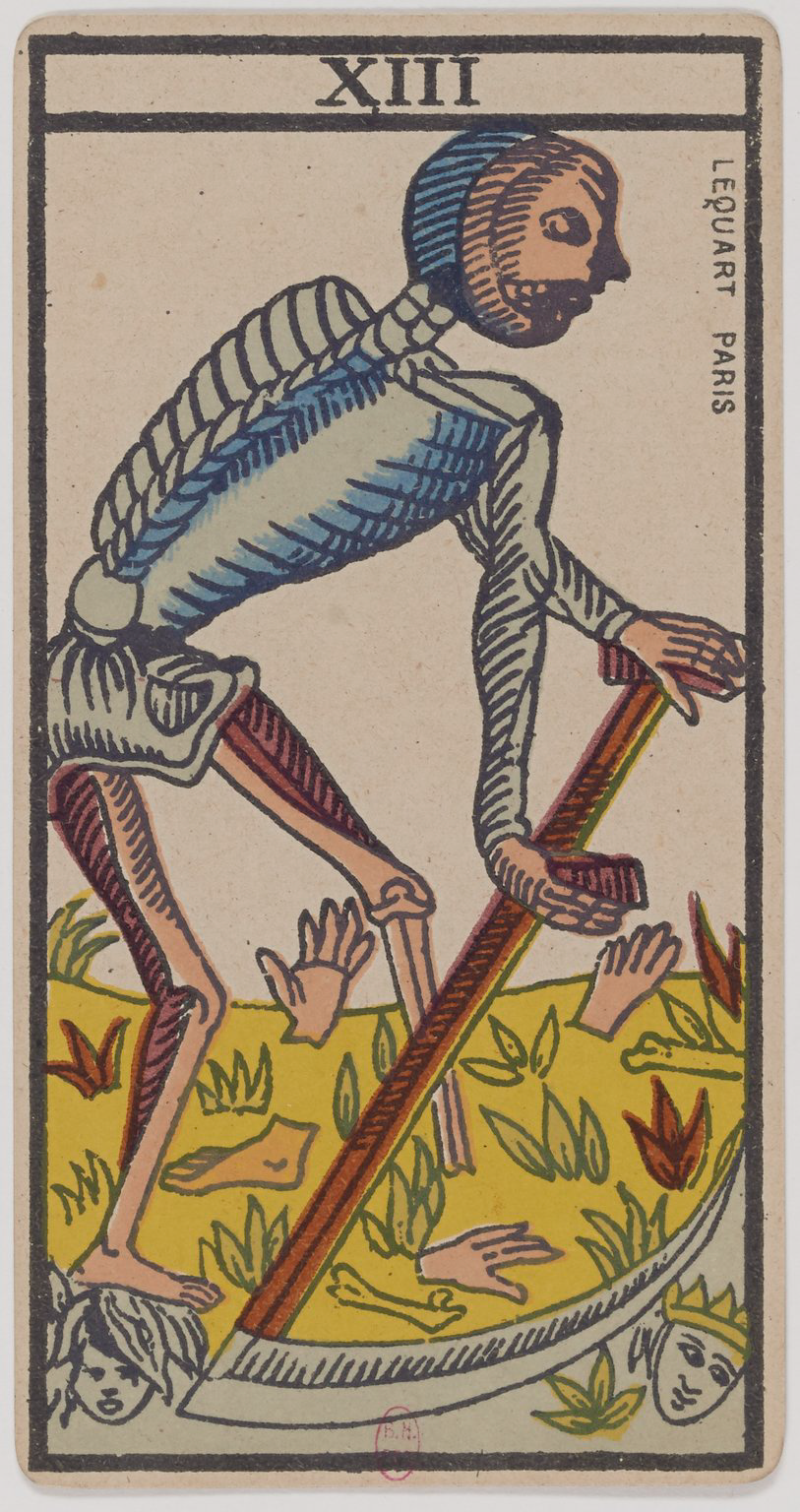
Лекар Марсельское Таро (1890)
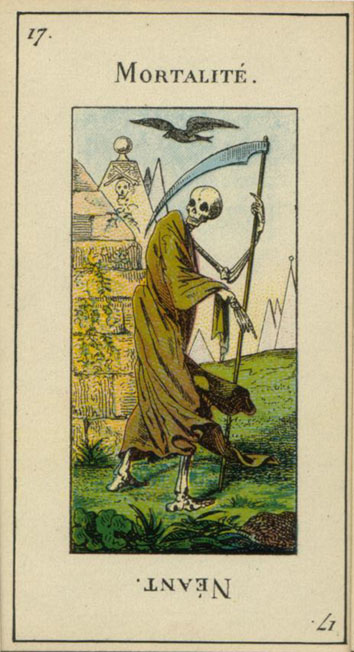
Гримо Таро Эттейла (1890)
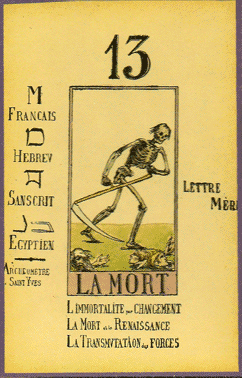
Таро Папюса (1909)

## Интерпретации
По мнению эзотерической писательницы Иден Грэй и других авторов по этому вопросу, эта карта редко представляет собой физическую смерть, скорее она обычно подразумевает конец и кардинальные перемены, возможно, отношений или интересов, и, следовательно, повышенное чувство самосознания.
Грей интерпретирует эту карту как смену мышления со старого на новый. Лошадь, на которой едет Смерть, перешагивает лежащего короля, что символизирует, что даже королевская власть не может остановить перемены.
Карта, выпавшая в перевёрнутом виде, может трактоваться как застой и невозможность двигаться или меняться, согласно И. Грей.
Согласно книге Артура Эдварда Уэйта 1910 года «Иллюстрированный ключ к Таро», карта Смерти несёт в себе несколько гадательных ассоциаций:

13. СМЕРТЬ. — Конец, смертность, разрушение, распад; также для мужчины — потеря благодетеля; для женщины —многочисленные противоречия; для девушки — планы замужества окончились крахом. «Перевёрнутая»: инертность, сон, летаргия, окаменение, сомнамбулизм, крушение некоей надежды.
Карта Смерти связана с планетой Плутон и знаком зодиака Скорпион в астрологии.

## Другие версии
- В колоде Мифического Таро Смерть изображается Аидом .
- В колоде Таро Солнца и Луны, Смерть изображается в виде крылатой женщины, купающейся в огне. Карта называется «Смерть-возрождение».
- В колоде Таро Звёздного Прядильщика, Смерть изображена как Никс, держащая своего ребёнка Танатоса.